# Haworthia truncata var. truncata
Haworthia truncata var.truncata, una variedad de Haworthia truncata, es una  planta suculenta perteneciente a la familia Xanthorrhoeaceae. Es originaria de Sudáfrica.

## Descripción
Es una planta suculenta perennifolia que alcanza un tamaño de 2 a 20 cm de altura. Se encuentra a una altitud de hasta 500 a 1500 metros en Sudáfrica.

## Taxonomía
Haworthia truncata var. truncata publicación desconocida.
Sinonimia
- Haworthia truncata f. crassa Poelln.
- Haworthia truncata var. tenuis (Poelln.) M.B.Bayer
- Haworthia truncata f. tenuis Poelln.[4]